# Route der Industriekultur – Route Industriekultur und Bauhaus

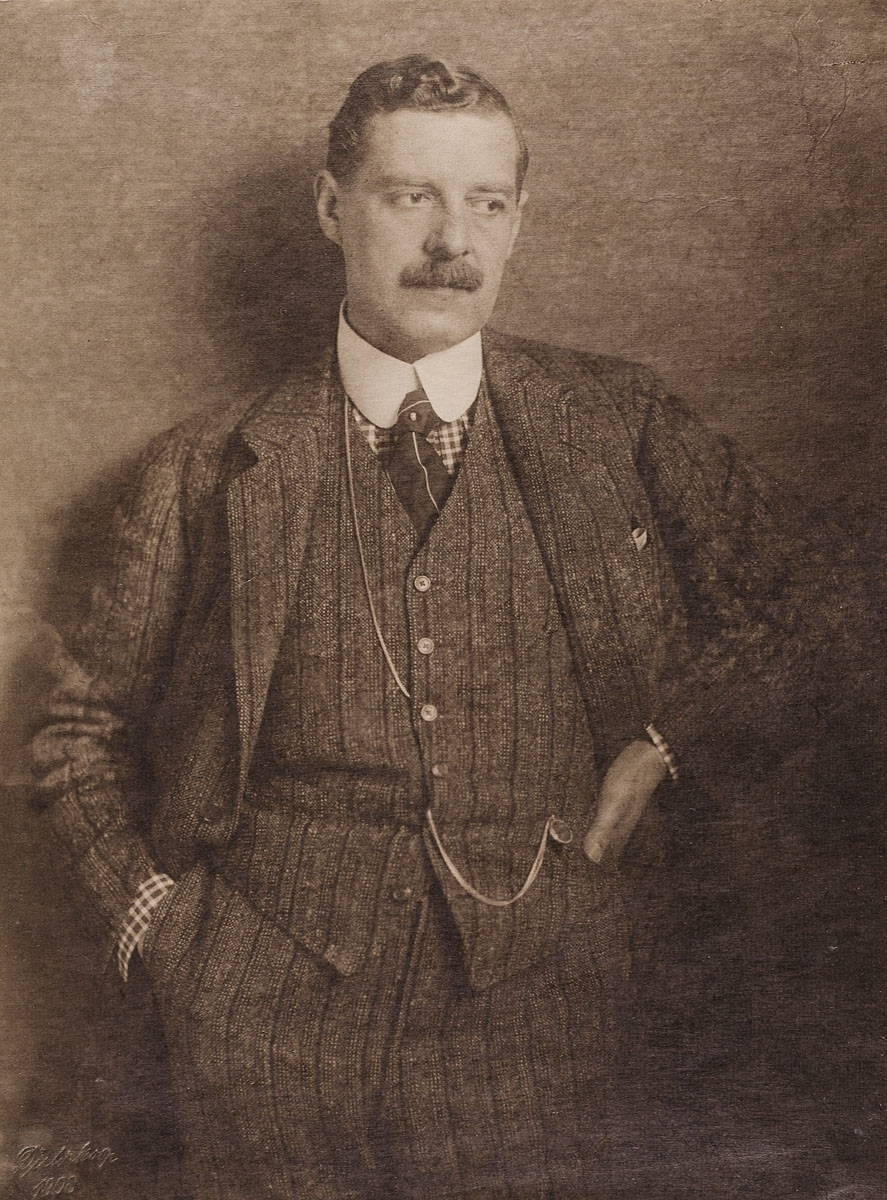
Peter Behrens war an mehreren Bauten dieser Themenroute maßgeblich beteiligt

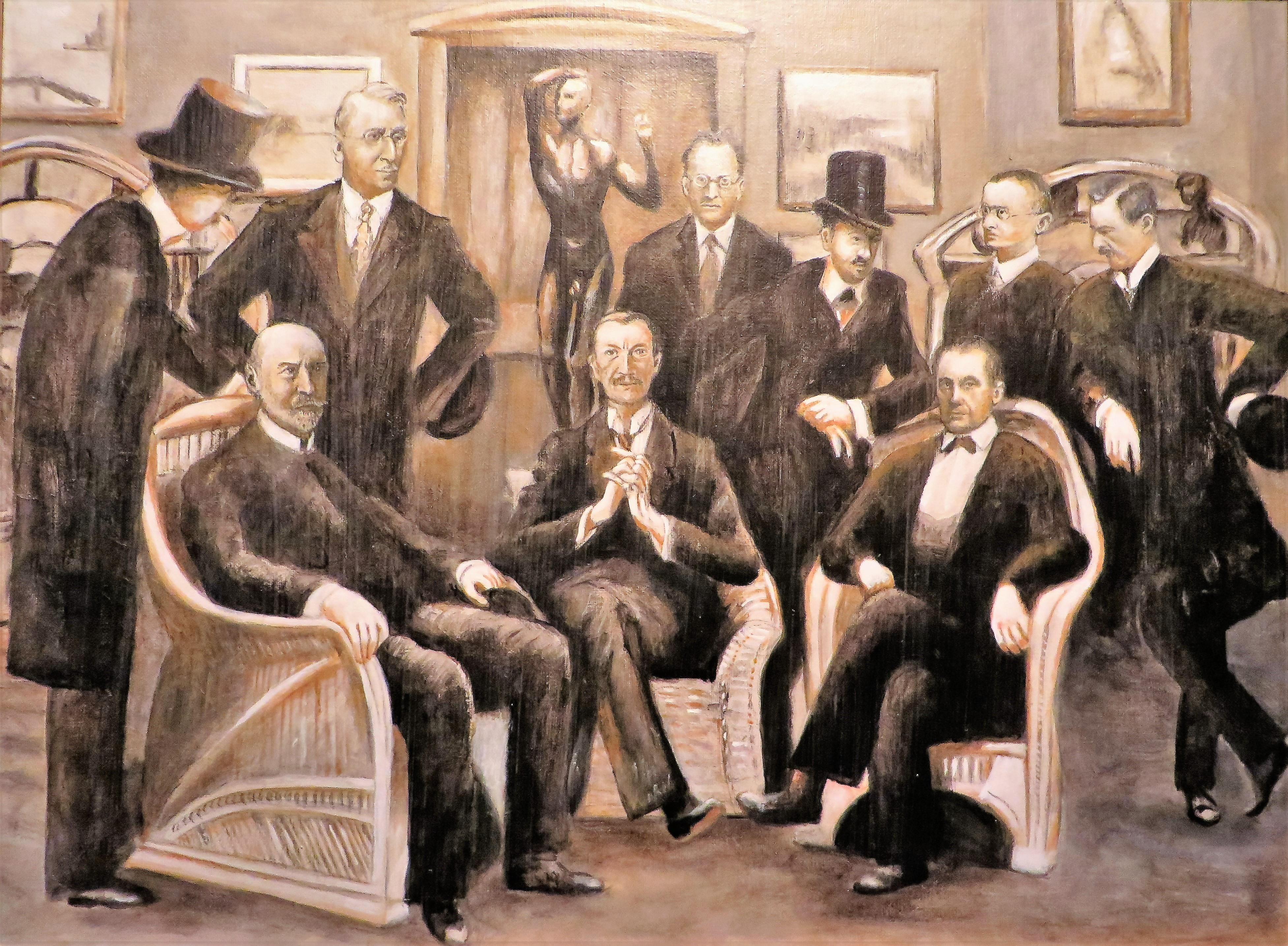
Hohenhof in Hagen, Stirnband 10. Karl Ernst Osthaus im Kreise seiner Künstler. Bruno Taut stehend, 2. von rechts

Route Industriekultur und Bauhaus ist die 31. Themenroute der Route der Industriekultur.
Die Themenroute wurde im Oktober 2019 vom Regionalverband Ruhr (RVR) veröffentlicht. Anlass war das 100-jährige Jubiläum des Bauhauses. Im Rahmen des Programmes „100 Jahre Bauhaus im Westen“ untersuchte die zugrundeliegende Recherche der Architekturhistorikerin Ruth Hanisch das Verbandsgebiet nach Verbindungen zum Bauhaus. Viele der aufgelisteten Gebäude waren bereits vorher Stationen der Route der Industriekultur, nicht alle stellen Bauhaus-Architektur dar, sondern werden als Beziehungen zum Bauhaus hervorgehoben.
Die 18 Standorte der Route verteilen sich auf die drei Schwerpunkte Hagen und Wetter, Essen und Bottrop sowie Oberhausen und Duisburg.
Im Gegensatz zu bisher veröffentlichten Routen werden die Standorte nicht als individuelle Seiten im Internetauftritt angeboten, sondern nur als herunterladbare PDF-Datei,
Schwerpunkt Hagen und Wetter:
- Museum Osthaus, Carl Gérard, Innenausstattung von Henry van de Velde und Peter Behrens, ab 1899, Hagen
- Hohenhof, Henry van de Velde, 1906–08, Hagen
- Villa Willy Cuno, Peter Behrens, 1909–10, Hagen
- Häuser am Stirnband, Johannes Ludovicus Mathieu Lauweriks, 1910–14, Hagen
- Cunosiedlung, Stadtbaurat Ewald Figge, 1926–27, Hagen
- Kraftwerk Harkort, Bruno Taut, ab 1907, Wetter

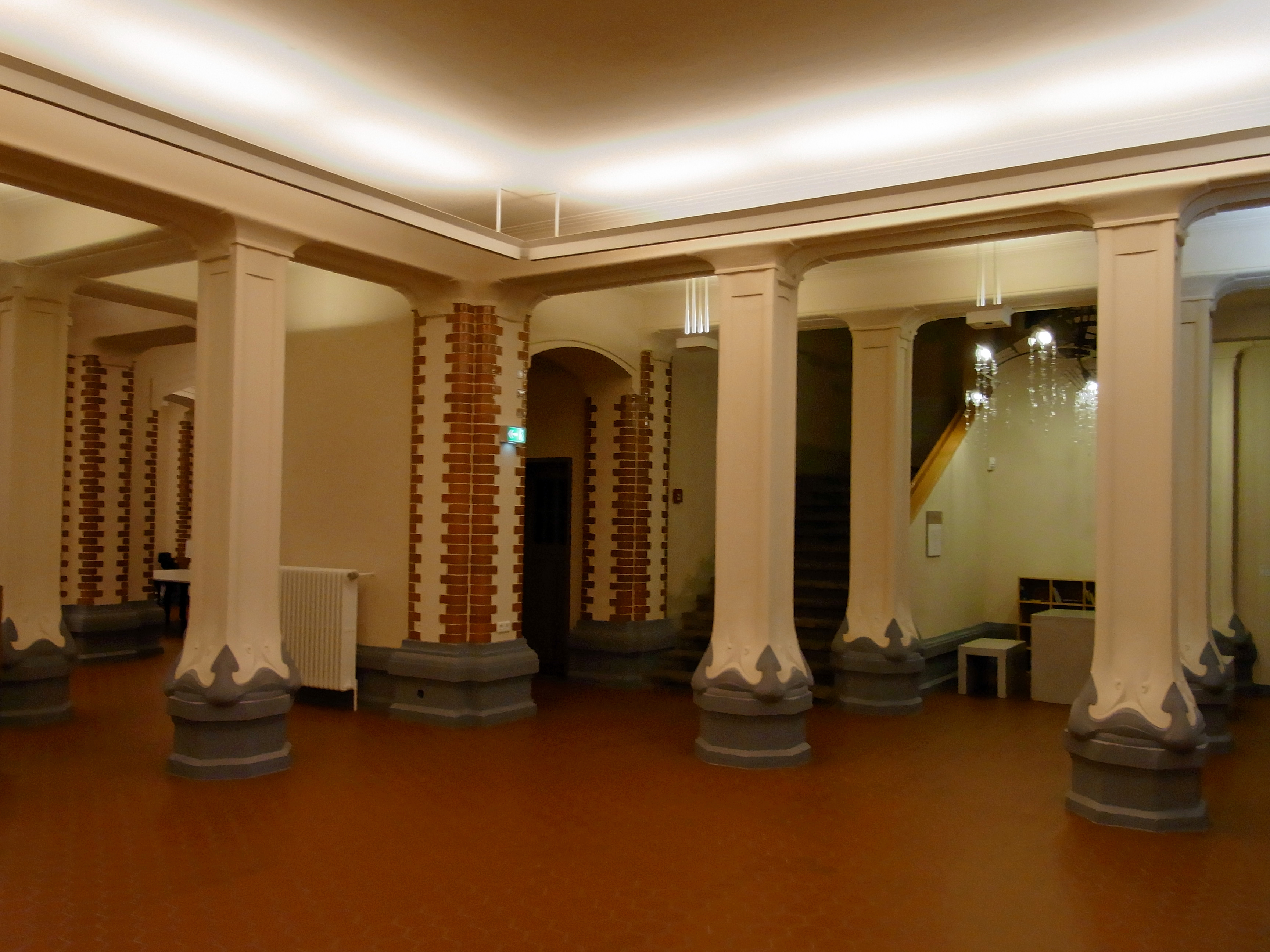
Osthaus Museum: Brunnen im Alten Foyer
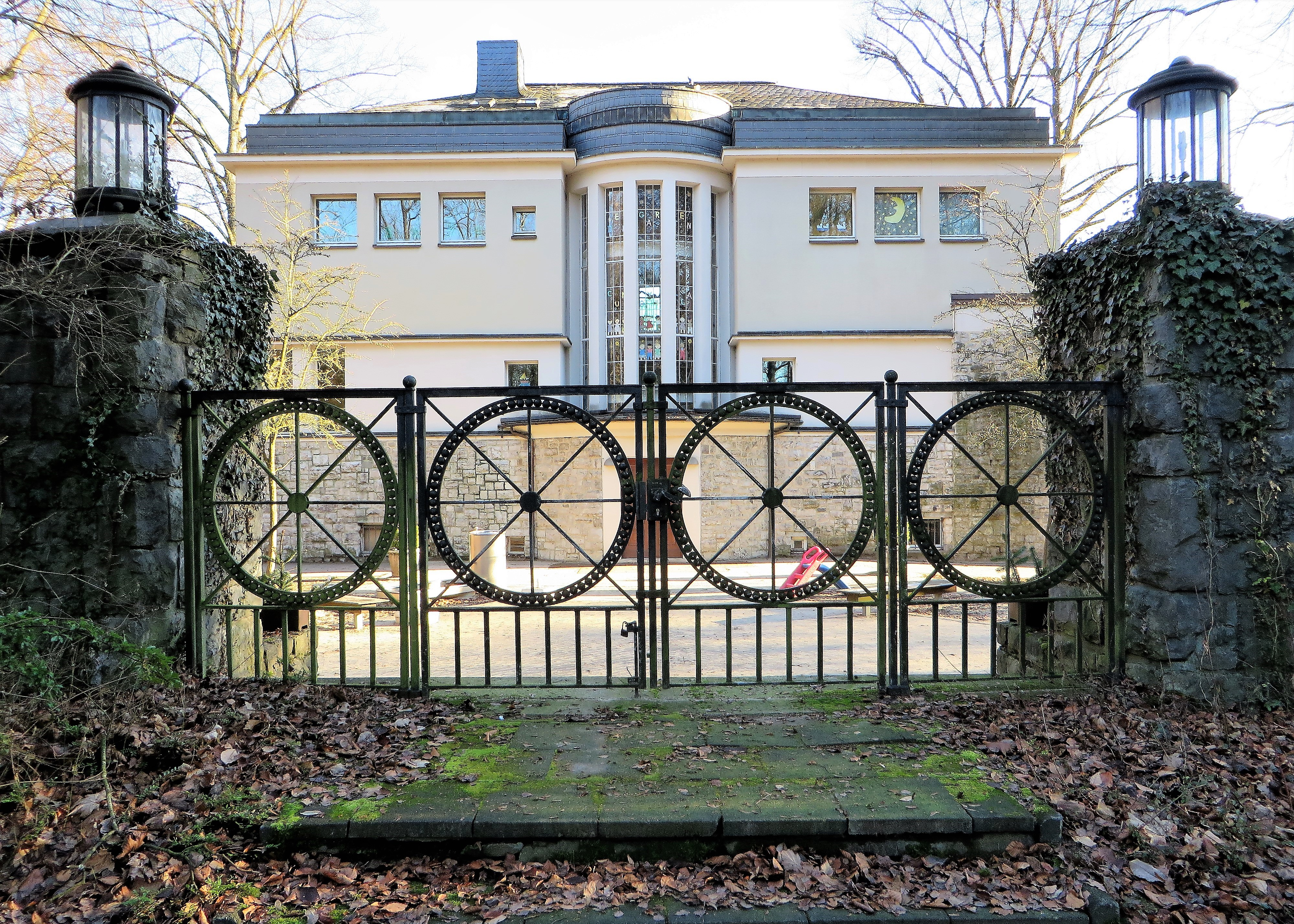
Villa Cuno mit Eingangstor
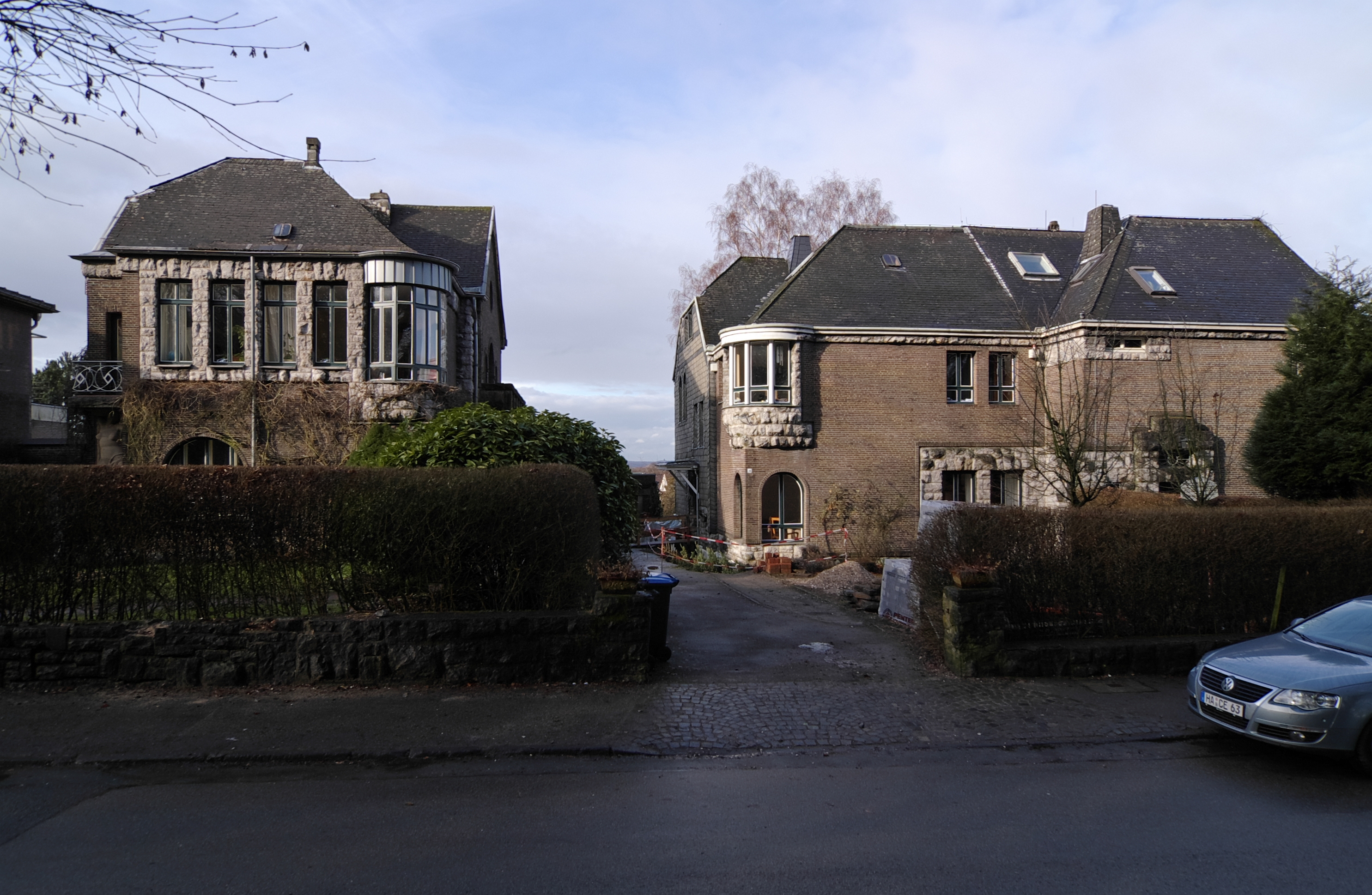
Häuser am Stirnband
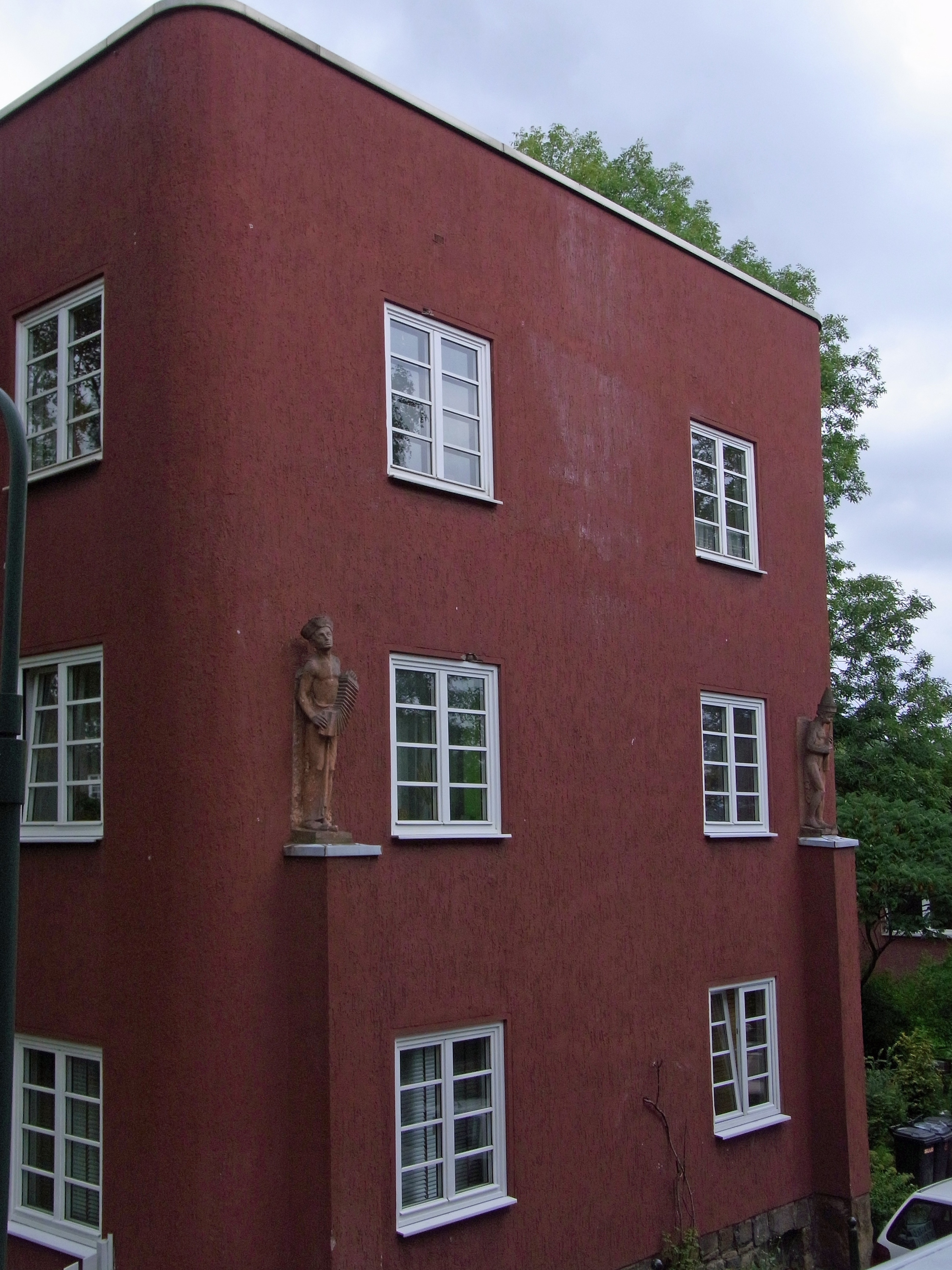
Cunosiedlung

Schwerpunkt Essen und Bottrop:
- Zollverein, Schachtanlage Zollverein XII, Fritz Schupp und Martin Kremmer, 1928–1932, Essen
- Zollverein, Folkwang Universität der Künste, SANAA, 2006, Essen
- Verwaltungsgebäude für den Siedlungsverband Ruhrkohlenbezirk (heute Sitz des Regionalverbandes Ruhr, RVR) Alfred Fischer, 1929, Essen
- Auferstehungskirche, Otto Bartning, 1928, Essen
- Siedlung Margarethenhöhe, Georg Metzendorf, ab 1910, Essen
- Herz Jesu-Kirche, Josef Franke, 1923–28, Bottrop
- Museum Quadrat, Bernhard Küppers, ab 1974, Bottrop

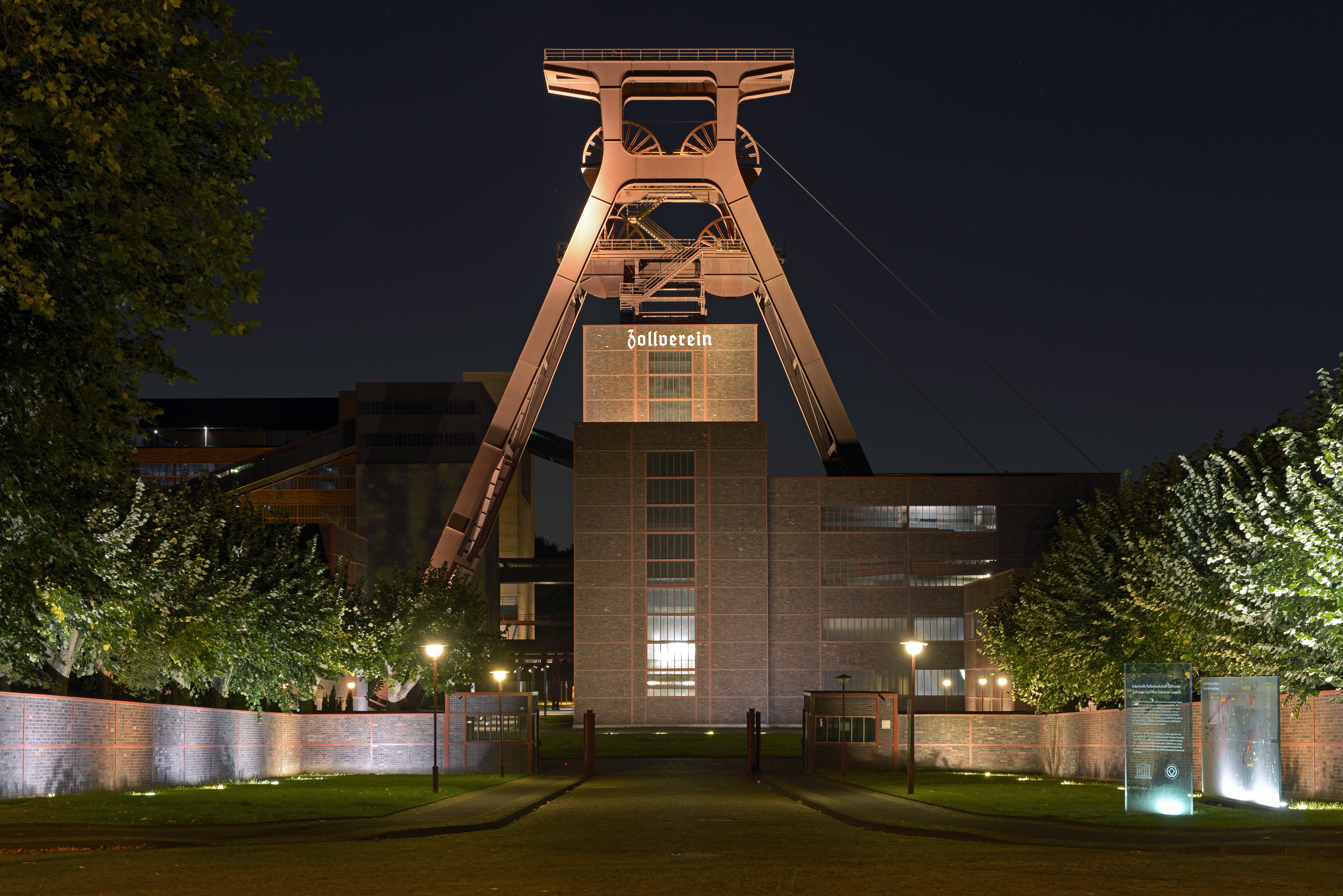
Zeche Zollverein Schacht 12 Fördergerüst
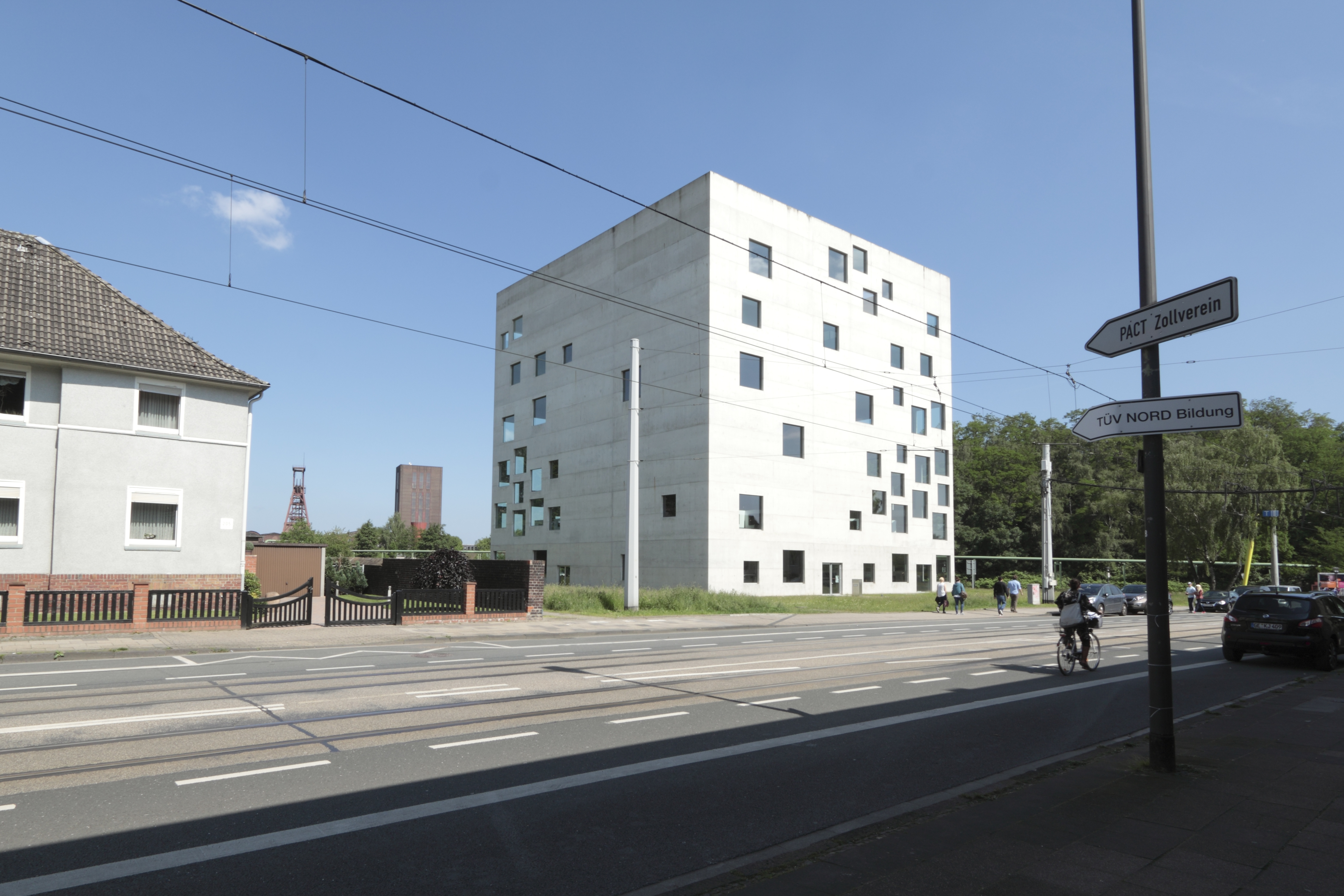
SANAA-Gebäude
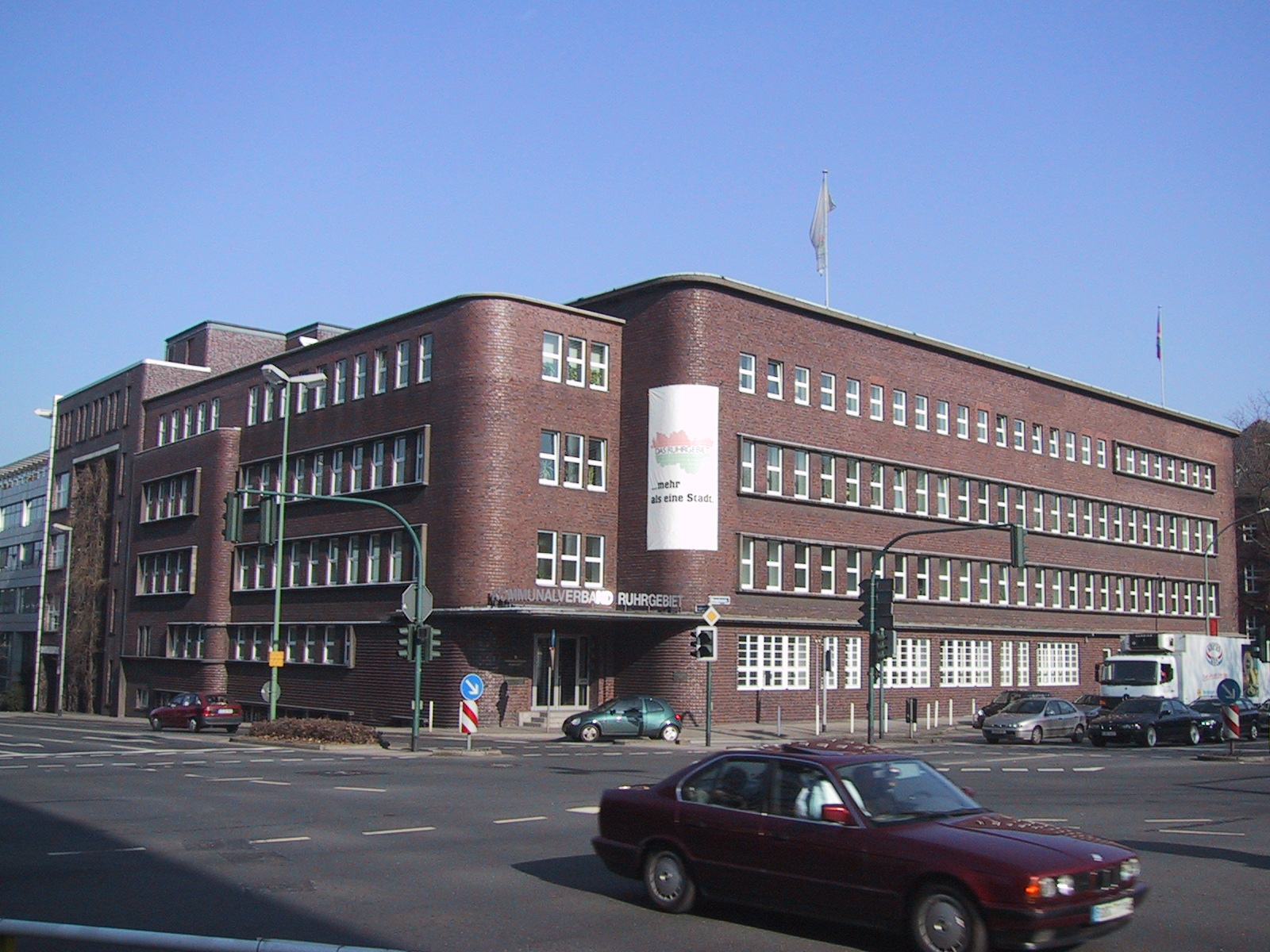
Verwaltungsgebäude des RVR
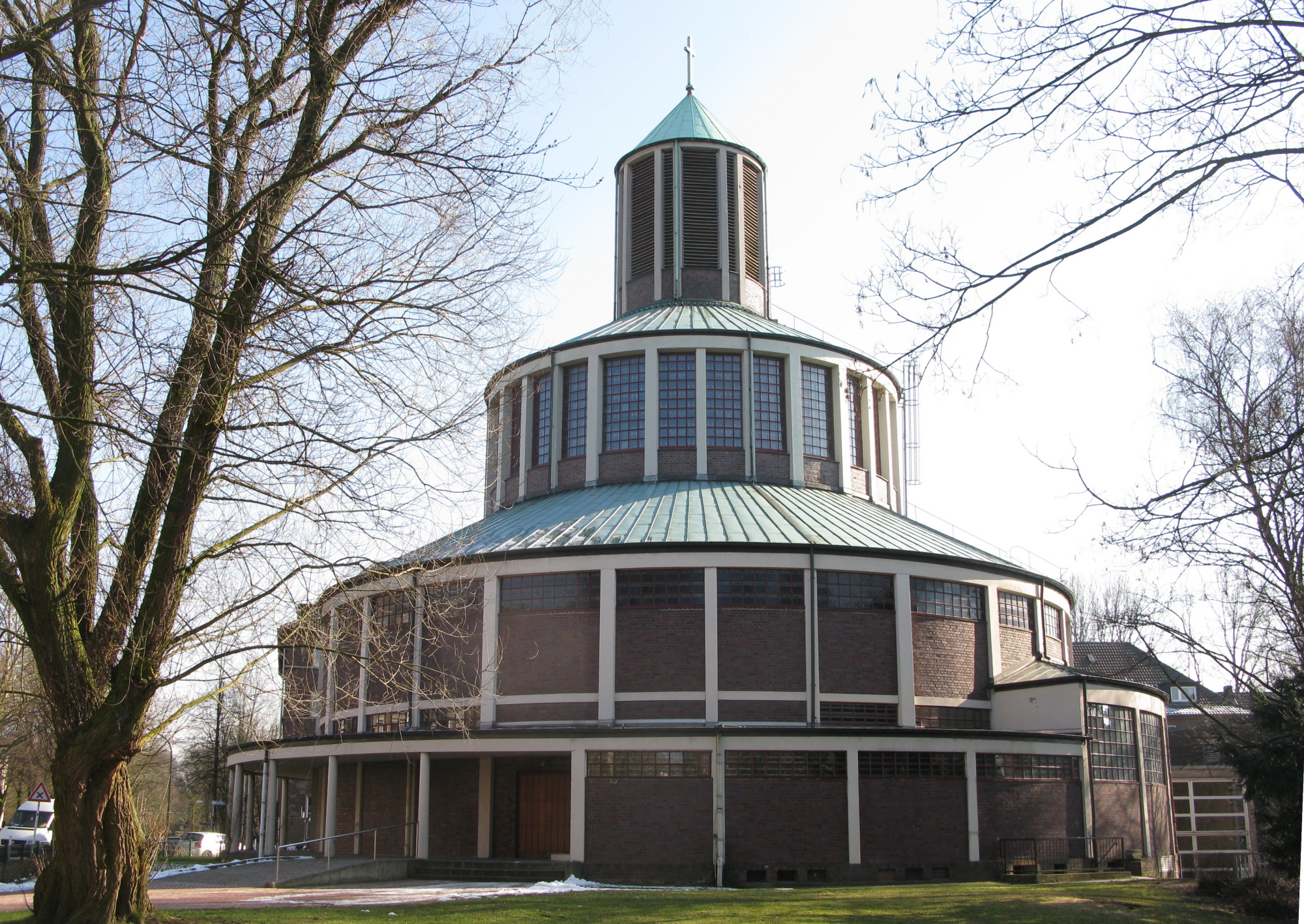
Auferstehungskirche

Schwerpunkt Oberhausen und Duisburg:
- Hauptlagerhaus und Verwaltungsgebäude der Gutehoffnungshütte (GHH), Peter Behrens, 1920–25, Oberhausen
- Hauptbahnhof Oberhausen, Kurt Schwingel und Karl Hermann, 1930–34, Oberhausen
- Pumpwerk Schwelgern, Alfred Fischer, 1926–27, Duisburg
- Mehrfamilienwohnhaus-Bebauung Kantstraße-Kampstraße, Emil Rudolf Mewes, 1929–30 (heute Bauhaus-Karree), Duisburg
- Ratingsee-Siedlung, Karl Pregizer, Hermann Bräuhäuser und Heinrich Bähr, 1927–1928, Duisburg

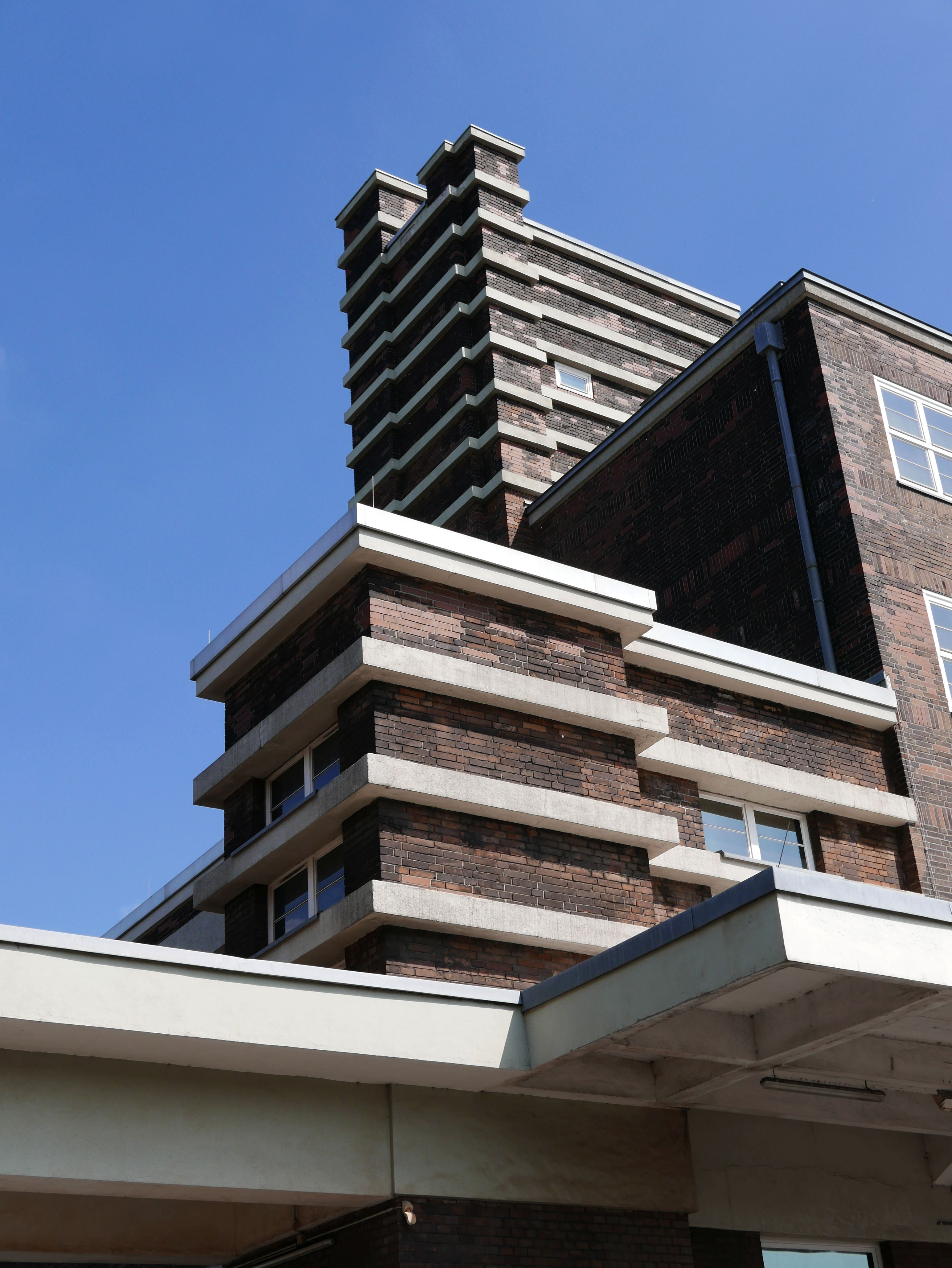
Bauhaustypische Details am Hauptlagerhaus der GHH
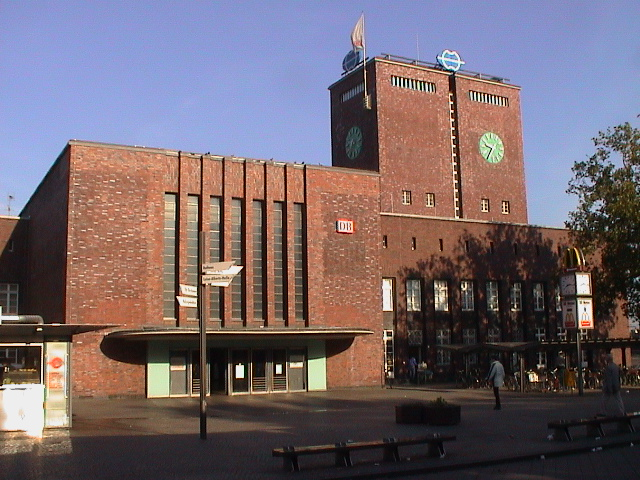
Hauptbahnhof Oberhausen
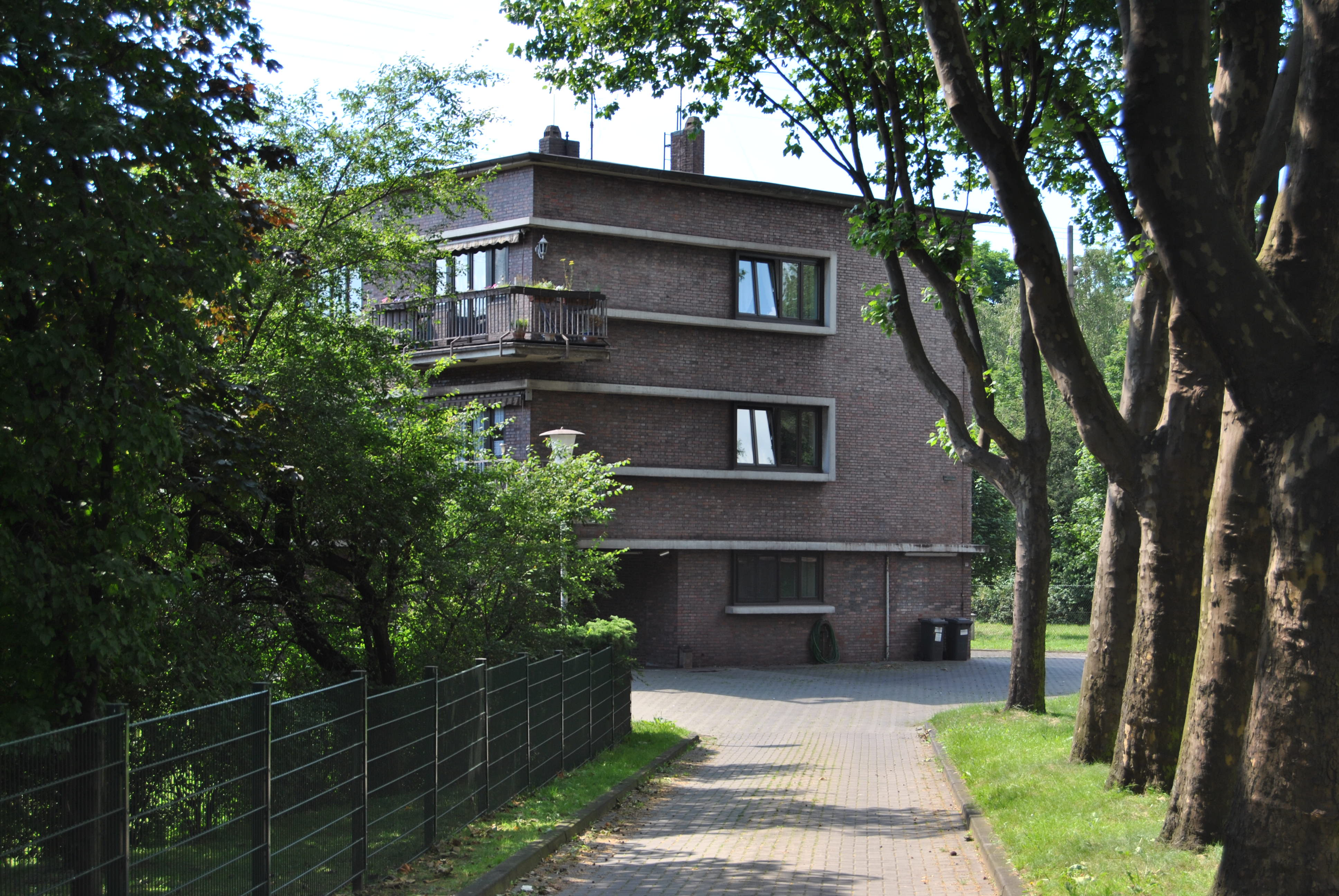
Pumpwerk Schelgern
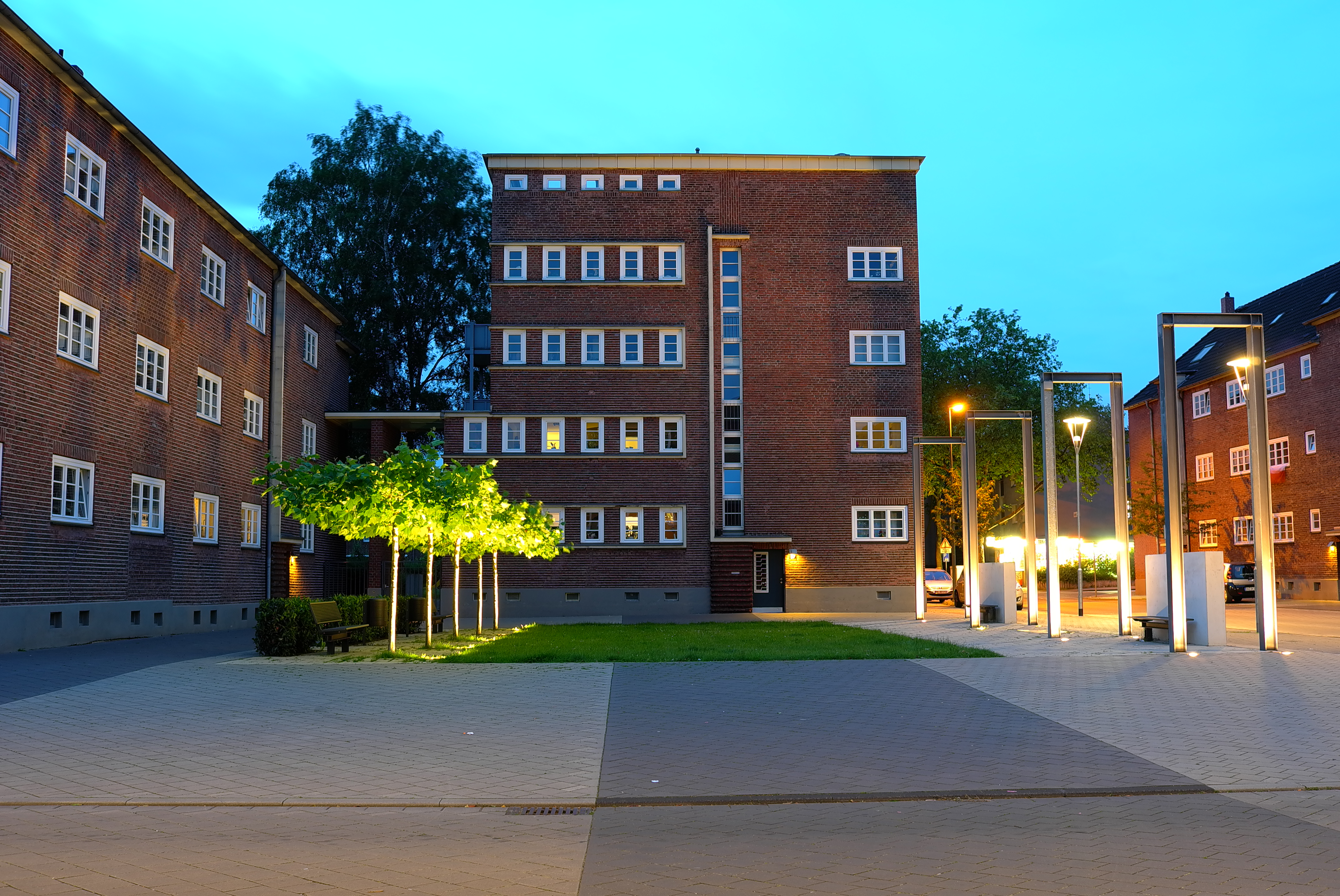
Bauhaus-Karree